# Gabrielle Colonna-Romano
Gabrielle Dreyfuss, dite Gabrielle Colonna-Romano, née le 17 janvier 1883 à Paris 4e et morte le 2 février 1981 à Paris 7e, est une actrice française.

## Biographie
Élève de Sarah Bernhardt, elle devient sociétaire de la Comédie-Française de 1913 à 1936. Célèbre pour ses rôles de tragédienne, elle y donnera de nombreuses pièces et des lectures de poésie, notamment du poète Saint-Pol-Roux.
Modèle d'Auguste Renoir dans plusieurs tableaux, notamment dans Portrait de Colonna Romano (1912) et Jeune femme à la rose (1913), elle eut une liaison avec son fils Pierre. En Angleterre, elle fait la connaissance de Marie Bell qui, sur ses conseils, décidera de se présenter au Conservatoire.
Gabrielle Colonna-Romano épouse en 1916 l'acteur Georges Grand puis, devenue veuve, l'acteur Pierre Alcover, tous deux de la Comédie-Française. Le couple d'acteurs repose au cimetière ancien de Rueil-Malmaison.
Elle a donné son nom au Prix Colonna-Romano de tragédie classique du Conservatoire national supérieur d'art dramatique de Paris.

## Filmographie
- 1908 : Hamlet d'Henri Desfontaines : Gertrude
- 1910 : Le Scarabée d'or, d'Henri Desfontaines
- 1910 : Hop-Frog, d'Henri Desfontaines : Tripetta
- 1910 : L'Honneur (ou Pour l'honneur) d'Albert Capellani : Alma
- 1911 : Le Roman de la momie, d'Henri Desfontaines
- 1912 : Antar (réalisateur anonyme), d'après la pièce de Chekri Ganem : Néda
- 1913 : L'Honneur, d'Henri Pouctal
- 1934 : Un soir à la Comédie-Française de Léonce Perret

## Théâtre

### Hors Comédie-Française
- 1905 : L'Armature d'après Paul Hervieu, Théâtre du Vaudeville
- 1905 : Vers l'amour de Léon Gandillot, mise en scène André Antoine, Théâtre Antoine
- 1906 : La Griffe d'Henri Bernstein, Théâtre de la Renaissance
- 1906 : Les Passagères d'Alfred Capus, Théâtre de la Renaissance
- 1911 : L'Armée dans la ville de Jules Romains, mise en scène André Antoine, Théâtre de l'Odéon
- 1912 : Troïlus et Cressida de William Shakespeare, Théâtre de l'Odéon
- 1917 : Il le faut ! pièce en 1 acte de René Berton, Théâtre Édouard VII

### Comédie-Française
- Entrée à la Comédie-Française en 1913
- Sociétaire de 1926 à 1936
- 372e sociétaire

- 1913 : Phèdre de Jean Racine : Phèdre
- 1916 : Britannicus de Jean Racine : Junie
- 1917 : Andromaque de Jean Racine : Hermione
- 1917 : Iphigénie de Jean Racine : Iphigénie
- 1917 : Phèdre de Jean Racine : Ismène
- 1918 : Phèdre de Jean Racine : Aricie
- 1918 : Esther de Jean Racine, mise en scène Émile Fabre : Esther
- 1919 : On ne badine pas avec l'amour d'Alfred de Musset : Camille
- 1919 : Le Misanthrope de Molière : Eliante
- 1921 : Circé d'Alfred Poizat
- 1923 : Bérénice de Jean Racine : Bérénice (33 fois de 1923 à 1935)
- 1923 : Mithridate de Jean Racine : Monime
- 1924 : La Victoire sur les ténèbres de Jacques Brindejont-Offenbach
- 1925 : Avènement de Henry Marx
- 1927 : Ruy Blas de Victor Hugo : La reine
- 1929 : Bajazet de Jean Racine : Atalide
- 1929 : Nicomède de Pierre Corneille : Laodice
- 1931 : Le Cid de Pierre Corneille : L'Infante
- 1931 : Les Erinnyes de Charles Leconte de Lisle d'après Eschyle, mise en scène Émile Fabre : Kansandra
- 1932 : Iphigénie de Jean Racine, mise en scène Émile Fabre : Eriphile
- 1933 : La Tragédie de Coriolan de William Shakespeare, mise en scène Émile Fabre